# Rhytiphora capreola
Rhytiphora capreola là một loài bọ cánh cứng trong họ Cerambycidae.